# Голос луны
«Голос луны» (итал. La Voce Della Luna) — последний фильм Федерико Феллини. Экранизация романа «Поэма о лунатиках» Эрманно Каваззони. Снят в 1990 году. Производство: Италия и Франция.
Премьера фильма состоялась 1 февраля 1990 года в Италии.

## Сюжет
В фильме рассказана история лунатика Иво Сальвини, который любит гулять по ночам. Он оказывается в различных неподходящих местах и наблюдает за разными людьми. При этом он часто вспоминает свою бабушку. Сальвини попадает в одно недоразумение за другим, но это его не расстраивает — ведь он уже немного сумасшедший.

## В ролях
- Паоло Вилладжо — Гоннелла
- Роберто Бениньи — Иво Сальвини
- Анджело Орландо — Нестор
- Мариза Томази — Мариса
- Надя Оттавиани — Альдина
- Сьюзи Блэйди — Сузи
- Дарио Гирарди — журналист
- Найджел Хэррис — 2-й брат Мичелуцци
- СИМ — флейтист
- Доминик Шевалье — 1-й брат Мичелуцци
- Вито — 3-й брат Мичелуцци

## Съёмочная группа
- Режиссёр: Федерико Феллини
- Сценарий: Туллио Пинелли, Федерико Феллини, Эрманно Каваззони
- Продюсеры: Марио Чекки Гори, Витторио Чекки Гори
- Оператор: Тонино Делли Колли
- Художник: Данте Ферретти
- Монтаж: Нино Баральи
- Костюмы: Маурицио Милленотти

## Награды и номинации

### Награды
- 1990 — Премия «Давид ди Донателло»
  - Лучший актёр — Паоло Вилладжо
  - Лучший монтаж — Нино Баральи
  - Лучшая работа художника — Данте Ферретти

### Номинации
- 1990 — Премия «Давид ди Донателло»
  - Лучшая операторская работа — Тонино Делли Колли
  - Лучший дизайн костюмов — Маурицио Милленотти
  - Лучший режиссёр — Федерико Феллини
  - Лучший фильм
  - Лучшая музыка — Никола Пьовани
  - Лучший продюсер — Витторио Чекки Гори, Марио Чекки Гори